# Laterit

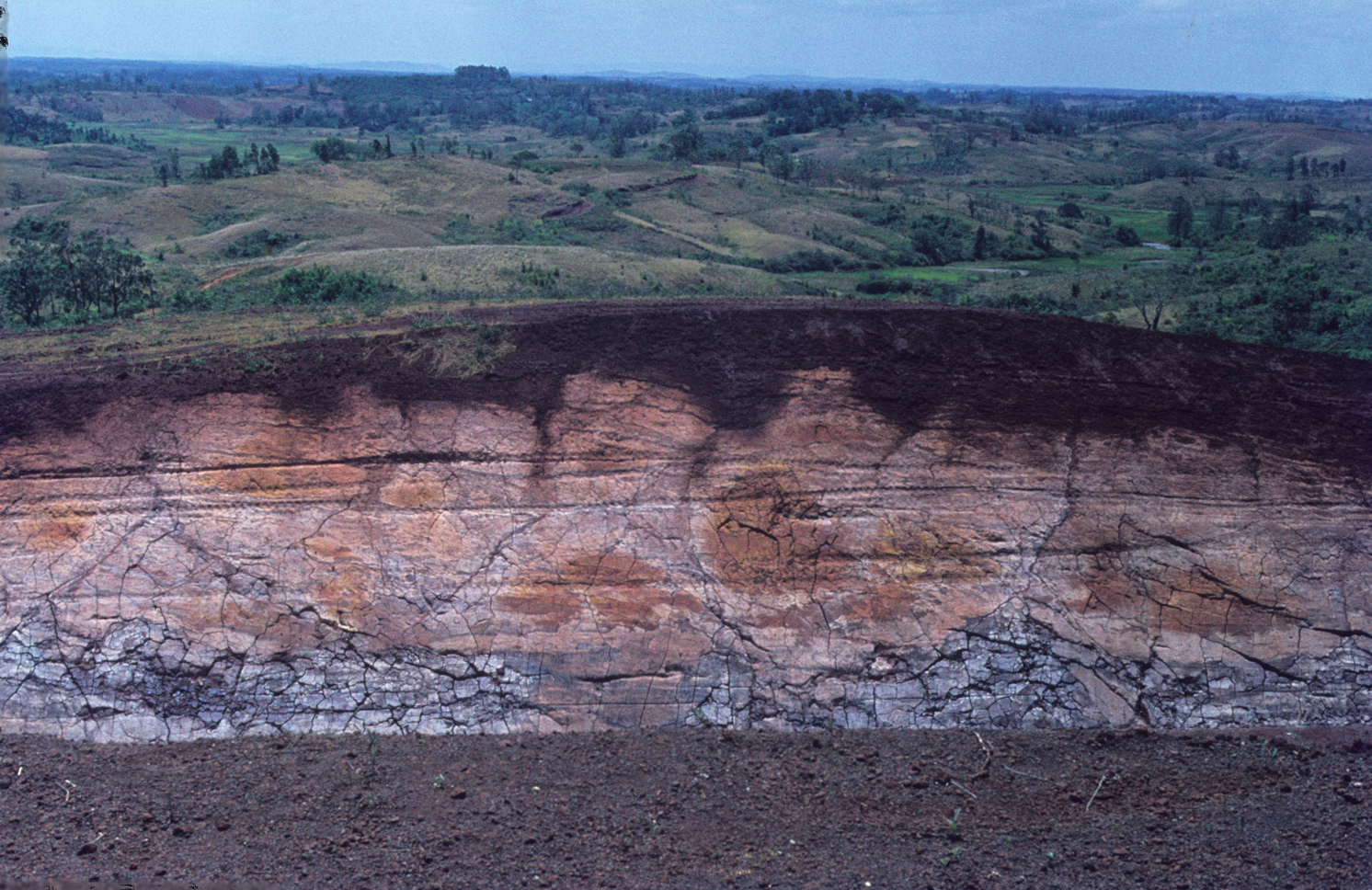
Lateritická formace (vrchní tmavohnědá vrstva) nad zvetrávajícími čedičovými tufy (spodní světlá vrstva). Lokalita: Vangaindrano, Madagaskar.

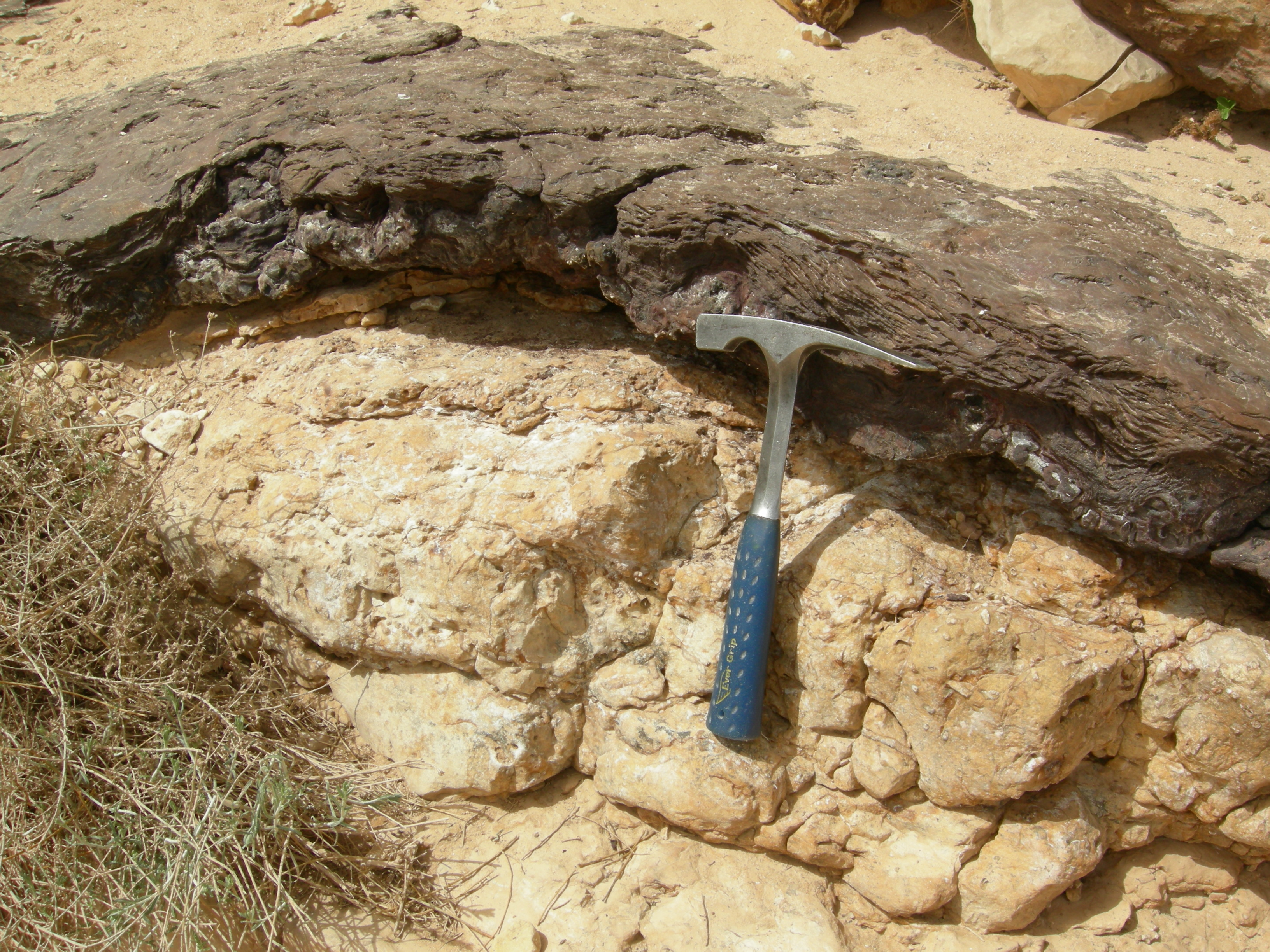
Later, Izrael

Laterit je pojmenování pro typ půdy, která vznikla zvětráváním všech typů hornin (kromě vápence), tedy tvořených především silikátovými minerály, v oblastech s vlhkým tropickým a subtropickým podnebím. Je načervenalé až hnědé barvy, případně skvrnitý, obsahuje velké množství oxidů a hydroxidů železa, hliníku, titanu, manganu a jílových minerálů (zejména kaolinitu) a obsahuje málo humusu. Železitý laterit může být o železo (hematit a goethit) obohacený natolik, že se těží jako železná ruda. Na některých místech se těží i pro obsah niklu. Hlinitý laterit, bohatý na směs gibbsitu a boehmitu, je důležitou rudou hliníku (bauxit). Laterit může mít různé vlastnosti, bývá sypký i pevný, jestliže jeho povrch ztvrdne vytváří tzv. krusty. Lze v něm pozorovat pizolitickou makrostavbu (někdy až konkreci)..
Vznik lateritu způsobuje proces chemického zvětrávání ve vlhkém teplém podnebí (tzv. laterizace), při kterém dochází k postupnému vyluhování alkalických kovů a alkalických zemin, v pokročilém stadiu i SiO2 vlivem kyselého prostředí, přičemž ve zbytkové hornině se hromadí nerozpustné ionty železa, hliníku, manganu, titanu a pod. – dochází k obohacení rezidua o oxidy příslušných prvků.

## Výskyt
Vyskytuje se v různých světových lokalitách, například:
- v Izraeli
- v  Indii  ve Velha Goa má červenohnědé zbarvení a je velmi tvrdý, je z něj postavena barokní poutní Bazilika Dobrého Ježíše.
- na Slovensku jsou laterity obvykle z období Neogénu a čtvrtohorního věku. Nacházejí se v podobě červených kůr, jako fosilní zbytky přikryté jinými horninami například ve Vihorlatu, Štiavnických vrších, Poľaně[1].